# Flotta
Flotta est une petite île du Royaume-Uni située en Écosse, dans les Orcades. Elle est reliée à Houton, sur Mainland, par ferry.